# Hexinlusaurus
Hexinlusaurus is een geslacht van dinosauriërs behorend tot de groep van de Euornithopoda dat tijdens het Midden-Jura leefde in het gebied van het huidige China. De enige benoemde soort is Hexinlusaurus multidens.

## Vondsten en naamgeving
In 1981 werd een fragmentarisch dinosauriërskelet gevonden bij Zigong in Sichuan in de Danshupugroeve, in lagen van de Xiashaximiaoformatie die dateren uit Bajocien, 168 miljoen jaar geleden. In 1983 werd door He Xinlu op basis hiervan een nieuwe soort benoemd van Yandusaurus: Y. multidens. De soortaanduiding betekent: "met veel tanden" vanuit het Latijnse multus, "veel", en dens, "tand".
Het holotype is ZDM T6001, een gedeeltelijk skelet met schedel, die deel uitmaakt van de collectie van het Zigong Dinosaur Museum. Het specimen is tamelijk compleet: slechts de voorkant van de schedel, het grootste deel van de onderkaken, en de staart na de veertiende wervel ontbreekt. Het paratype is ZDM T6002, een tweede skelet met schedel dat echter veel onvollediger is. De tanddragende delen van de onderkaken zijn echter goed bewaard gebleven zodat het specimen het holotype op dit punt aanvult. Er zou nog een tiental skeletten gevonden zijn maar die zijn nog niet beschreven. Alle vondsten betreffen juveniel materiaal, dus afkomstig van onvolgroeide dieren.
In 1992 hernoemde Guangzhao Peng de soort tot een nieuwe soort van Agilisaurus: A. multidens. In 1996 maakte Gregory S. Paul er een soort van Othnielia van: O. multidens. Geen van beide namen vond veel navolging.
In 2005 concludeerden Paul Barrett, Richard Butler en Fabien Knoll op grond van een nieuw gevonden schedel, samen met skeletdelen, van veel hogere kwaliteit, dat er een nieuw geslacht moest worden benoemd: Hexinlusaurus. De geslachtsnaam eert professor He Xinlu, de beschrijver dus van Y. multidens.
Sommige onderzoekers, zoals Paul en Kenneth Carpenter, ontkennen dat Hexinlusaurus een geldig taxon vormt en denken dat het om jongen van Agilisaurus louderbacki gaat.
Een taxonomische curiositeit is dat de soort "Proyandusaurus" werd genoemd in een in 1999 per ongeluk gepubliceerde samenvatting van een artikel van Knoll. Deze naam, in 1996 bedacht, wordt behandeld als zijnde een nomen nudum.

## Beschrijving
Hexinlusaurus is een kleine tweevoetige planteneter. De lichaamslengte is ongeveer anderhalf à twee meter. Sommige exemplaren, die kennelijk jongere dieren vertegenwoordigen, hebben echter een lengte van niet meer dan vijftig à zestig centimeter. De enige autapomorfie, uniek kenmerk voor het taxon, blijkt een uitholling aan de zijkant van het os postorbitale, de achterrand van de oogkas.
De schedels van de exemplaren hebben opvallend grote oogkassen, wat past bij het gegeven dat het jonge dieren zijn.

## Fylogenie
Y. multidens werd eerst toegeschreven aan de Hypsilophodontidae maar die worden tegenwoordig als een onnatuurlijke (parafyletische) groep gezien. Hexinlusaurus blijkt in morfologie weinig gespecialiseerd en wordt daarom nu beschouwd als een zeer basale euornithopode of een basaal lid van de Neornithischia.